# Blaine (város, Maine)
Blaine város az USA Maine államában, Aroostook megyében. Lakosainak száma 667 fő (2020. április 1.).

## Népesség
A település népességének változása:

| 2010 | 726 |
| 2020 | 667 |